# Harcerstwo w latach 1980–1989

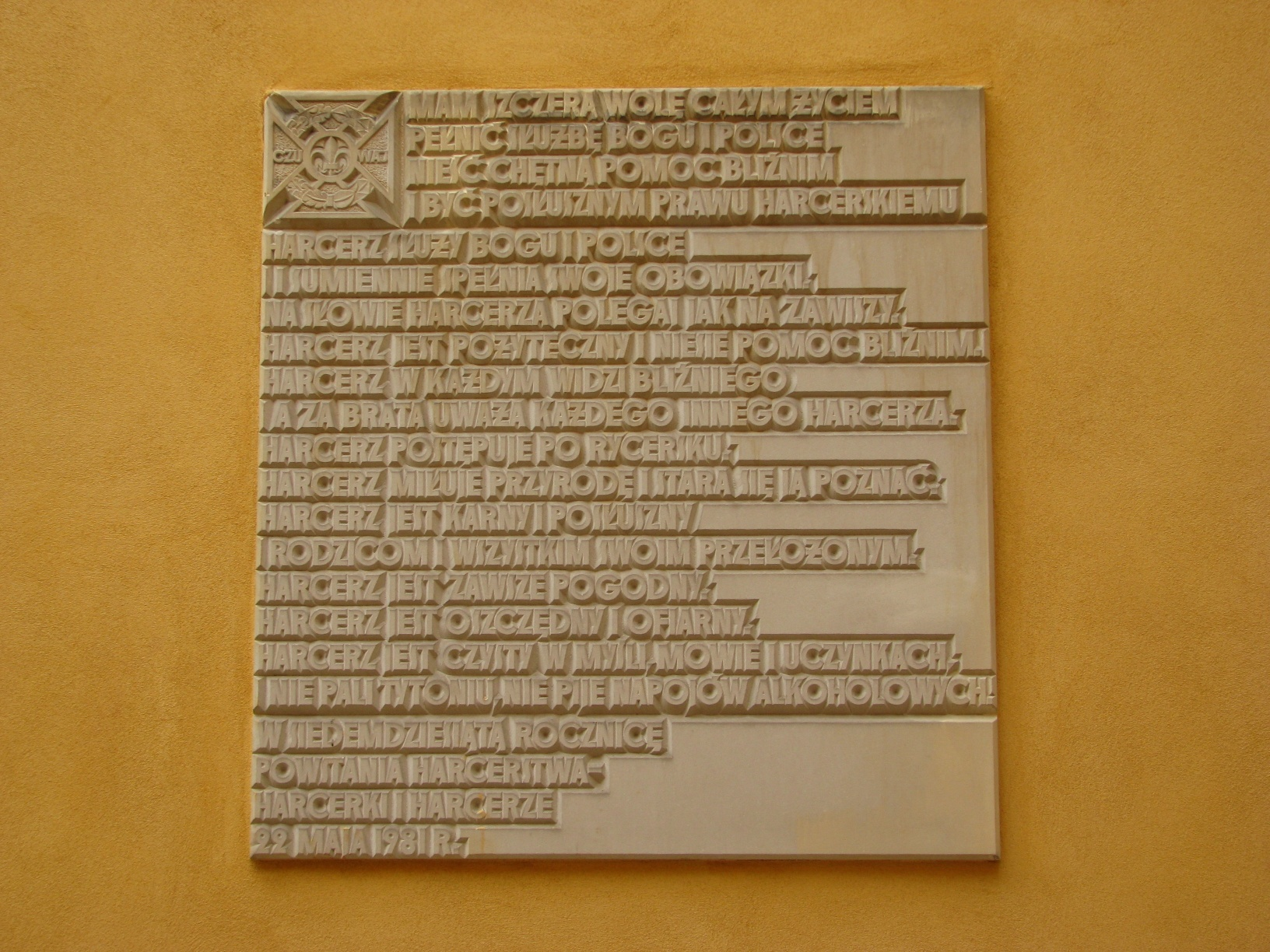
Prawo harcerskie (w tradycyjnej redakcji z 1932 roku) - tablica na dziedzińcu kościoła św. Marcina w Warszawie wmurowana w 1981 z inspiracji środowisk KIHAM

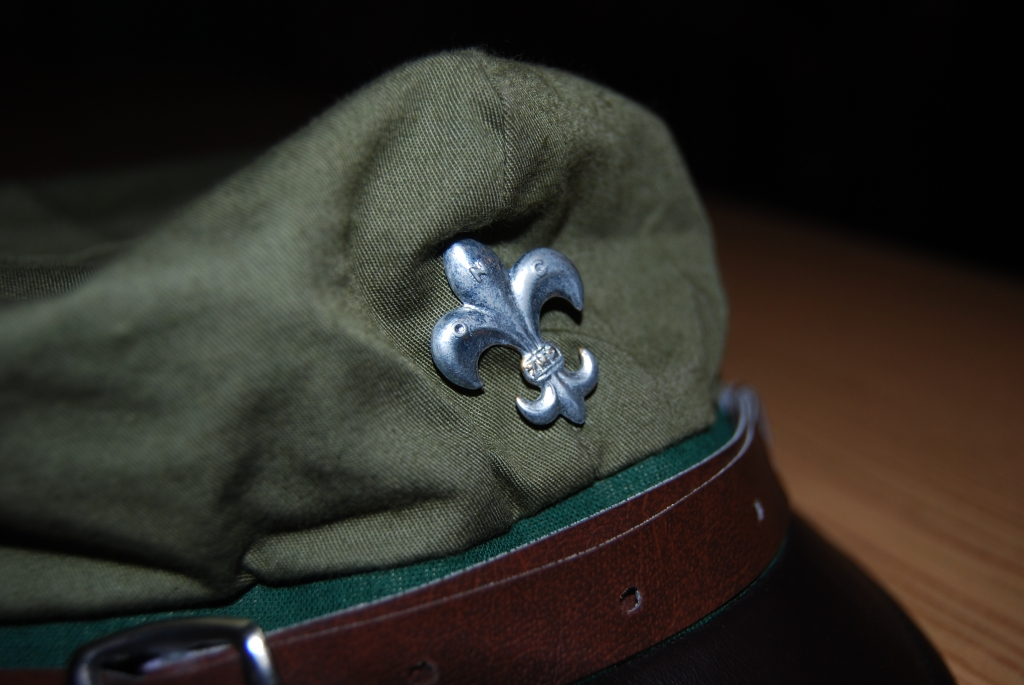
Tradycyjna lilijka harcerska z literami ONC, przywrócona w ZHP w 1981

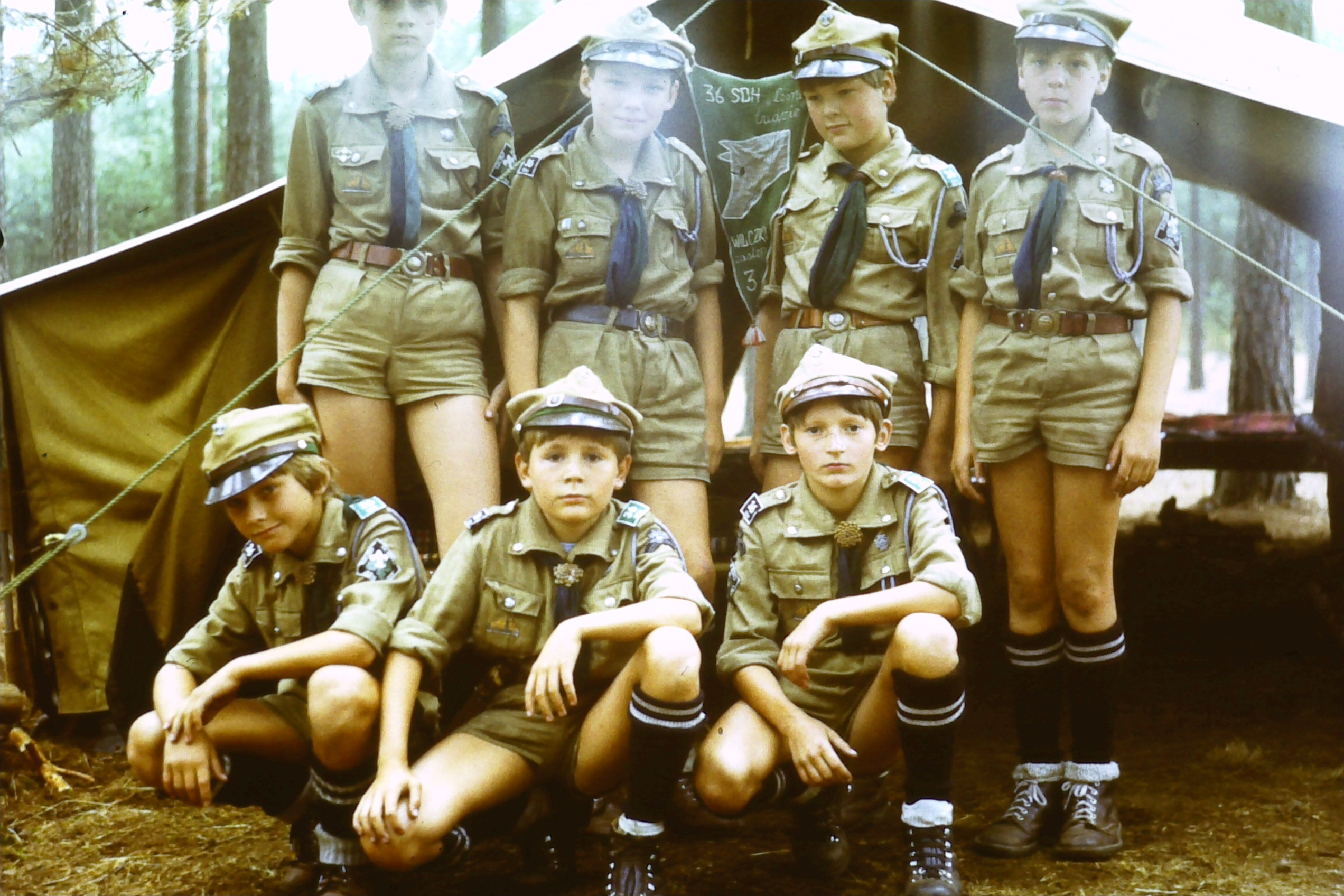
Harcerze na obozie w Sopocie w 1984

## Kalendarium
- 1980 – Związek Harcerstwa Polskiego liczy ponad 3 mln członków.
- 1980 – Na fali strajków na Wybrzeżu liczne środowiska harcerskie jednoczyły się, w celu reformy Związku Harcerstwa Polskiego w duchu przedwojennej tradycji ideałów skautowych oraz służby Bogu, Polsce i bliźnim. Szeroko rozwijał się ruch wydawniczy – oficjalny (m.in. Harcerska Oficyna Wydawnicza w Krakowie) i w tzw. drugim obiegu, poza zasięgiem cenzury. Powstają niezależne czasopisma harcerskie, takie jak oficjalny „Harcerz Rzeczypospolitej” w Krakowie i w drugim obiegu „Czuwajmy” – także w Krakowie.
- 22 listopada 1980 - W Warszawie powstało porozumienie Kręgów Instruktorów Harcerskich im. Andrzeja Małkowskiego (KIHAM). Głównym założeniem KIHAM było odrodzenie moralne harcerstwa w duchu tradycyjnego tekstu prawa i przyrzeczenia harcerskiego (z 1932), odkomunizowanie ruchu, powrót do skautowych metod wychowawczych. Jego symbolem była lilijka przewiązana węzłem płaskim (stąd zwyczajowa nazwa „Ruch płaskiego węzła”).
- 1981 – Obradował VII Zjazd ZHP, który zalegalizował działalność ruchów programowych, lecz nie dokonał zasadniczych zmian w organizacji. Przywrócono tradycyjną lilijkę z literami ONC – Ojczyzna, Nauka, Cnota). ZHP przestał być członkiem Federacji Socjalistycznych Związków Młodzieży Polskiej (FSZMP).
- 25 kwietnia 1981 – Ze Związku Harcerstwa Polskiego wystąpił Krąg Instruktorów „Zawisza” w Lublinie, który powołał (czerwiec 1981) do życia nową organizację harcerską pod nazwą „Niezależny Ruch Harcerski” (NRH). Wkrótce do NRH przystąpiło kilka środowisk warszawskich (14 WDH, 70 WDH, 1001 WDH) i z innych miast. Pod koniec roku NRH liczył ok. 1000 członków.
- 13 grudnia 1981 – Wprowadzenie stanu wojennego i internowanie działaczy opozycji, w tym wielu harcerzy. Związek Harcerstwa Polskiego, jako jeden z nielicznych, nie został zdelegalizowany. Rozpoczął się okres szykan i represji. Zakazano działalności NRH (który zszedł do podziemia).
- 1982 – Związek Harcerstwa Polskiego w uchwale Rady Naczelnej wyraził poparcie dla Patriotycznego Ruchu Odrodzenia Narodowego[1].
- 1982 – Pod presją władz państwowych, władze naczelne ZHP rozwiązały Porozumienie KIHAM.
- 1983 – II pielgrzymka papieża Jana Pawła II do Polski. Harcerze ze środowisk KIHAM organizują służbę sanitarną i porządkową, która wspiera służby kościelne. Efektem tej „Białej Służby” było utworzenie półtajnego Ruchu Harcerskiego Rzeczypospolitej. Drużyny uczestniczące w ruchu wróciły do tradycyjnego prawa i przyrzeczenia, tradycyjnego systemu stopni i sprawności harcerskich, tradycyjnych metod pracy. Ruch miał swoje władze naczelne i swoją własną, tajną strukturę. Jednocześnie członkowie ruchu zewnętrznie niczym nie odróżniali się od pozostałych członków Związku Harcerstwa Polskiego.
- 9 września 1983 – Związek Harcerstwa Polskiego powołał Szkołę Harcerstwa Starszego „Perkoz”, będącą ośrodkiem nowych nurtów metodycznych i ideowych w pionie harcerstwa starszego (Rada Harcerzy Starszych).
- 1985 – Związek Harcerstwa Polskiego został odznaczony Orderem Krzyża Grunwaldu II klasy w hołdzie dla bohaterstwa i męstwa harcerzy polskich, w uznaniu szczególnych zasług w walce z niemieckim okupantem[2].
- 1985 – W Koninie powstała Polska Organizacja Harcerska (POH).
- 1987 – III pielgrzymka papieża Jana Pawła II do Polski – organizacja „Białej Służby”.
- 1988 – Zlot drużyn Ruchu Harcerstwa Rzeczypospolitej na Wykusie koło Wąchocka, w Górach Świętokrzyskich, z okazji rocznicy pogrzebu Jana Piwnika „Ponurego”.
- 1988 – Zlot ZHP 1988 na Warmii i Mazurach (zwany potocznie Zlotem Grunwaldzkim) z udziałem 21 tys. harcerzy, zorganizowany na polach bitwy pod Grunwaldem w 70. rocznicę powstania Związku Harcerstwa Polskiego. Po raz pierwszy drużynom nadano tytuły i „Odznaki Grunwaldzkie”, a harcerzom „Znaki Zawiszy”.
- luty-kwiecień 1989 – Obrady Okrągłego Stołu, które spowodowały prawdziwe, będące powrotem do tradycji, zmiany w Związku Harcerstwa Polskiego, dokonane po części na IX/XXVI Zjeździe w marcu 1989 w Warszawie. Zjazd ten w trakcie obrad zmienił numerację, co było wyrazem woli kontynuowania dorobku przedwojennego harcerstwa. Nieco wcześniej, 12 lutego z półkonspiracyjnego, działającego w łonie ZHP, Ruchu Harcerstwa Rzeczypospolitej oraz niezależnych środowisk działających poza ZHP (Promieniści, Betanie, Harcerski Niezależny Ruch Liturgiczny, Polskie Bractwo Skautowe, Luzarowcy) utworzono Związek Harcerstwa Rzeczypospolitej – organizację odwołującą się do zasad etyki chrześcijańskiej i tradycji narodowej, uważającą się za kontynuację przedwojennego ZHP. Wśród twórców ideowych ZHR znalazł się Stanisław Broniewski, który później jednak był zwolennikiem zjednoczenia harcerstwa.
- 1989 – W Krakowie powstał Związek Harcerstwa Polskiego rok założenia 1918.
- październik 1989 – Rada Naczelna ZHP zrezygnowała z monopolu organizacji na odznaki i symbole harcerskie, co pozwoliło na rejestrację pozostałych organizacji harcerskich zgodnie z prawem o stowarzyszeniach.